# Іспанський плющ
Іспа́нський плю́щ (Hedera iberica) — вид роду плющ (Hedera) родини аралієвих, який є корінним для Середземноморського регіону, на заході Піренейського півострова, в основному в Португалії, південно-західної Іспанії, та на півночі Марокко. Раніше був класифікований як підвид виду Hedera maderensis (K. Koch ex A. Rutherf) на ім'я Hedera maderansis iberica. Згодом Hedera maderansis iberica був класифікований як окремий вид. Представники цього виду зростають на схилах скель, ґрунті або стовбурі дерев.